# Johann Christian von Normann
Johann Christian Freiherr von Normann (geb. 5. Juni 1733 in Sonnenberg; gest. 3. August 1802 in Jauer) war ein preußischer Landrat.

## Leben

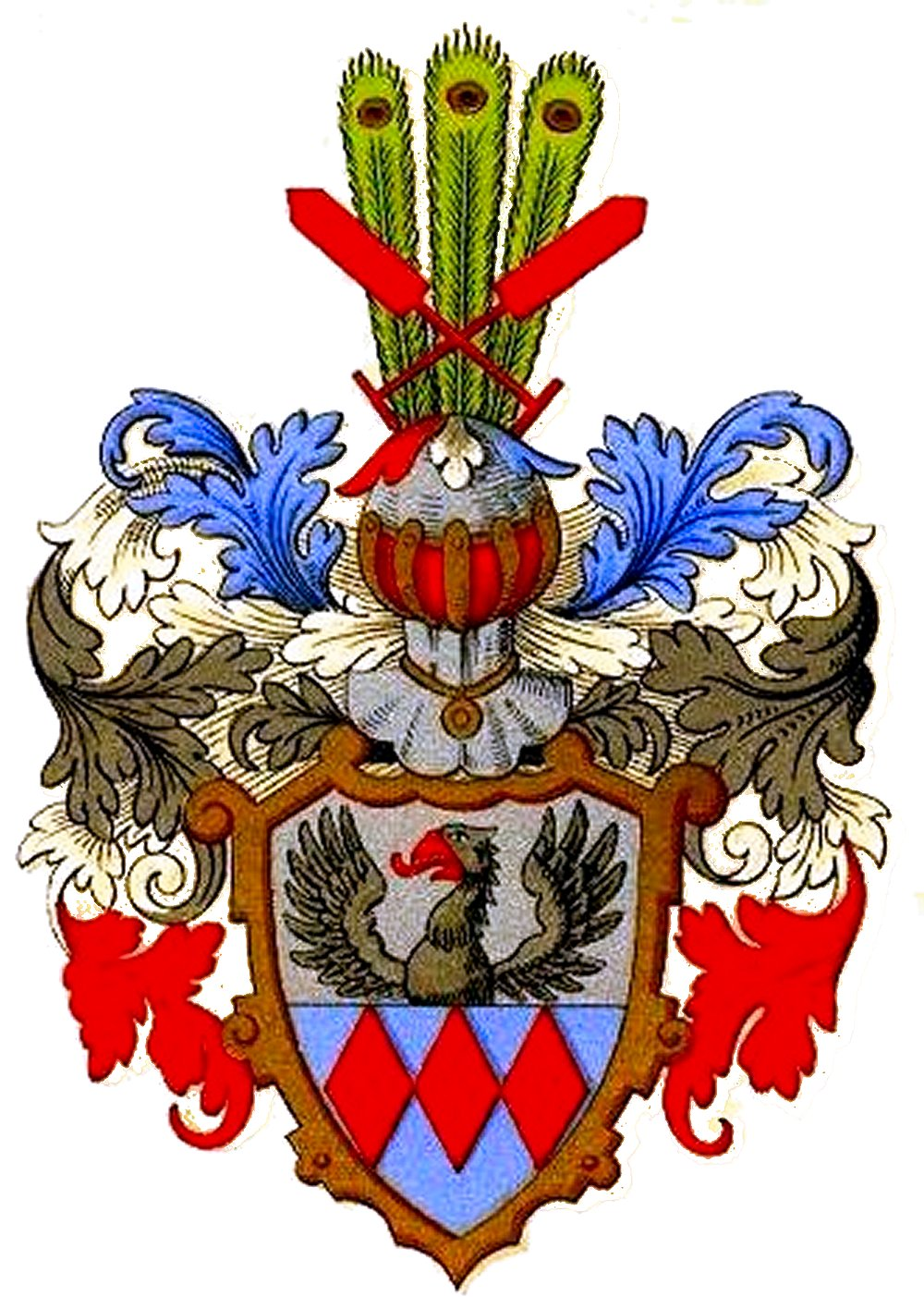
Stammwappen derer von Normann

Johann Christian Freiherr von Normann war Angehöriger des pommersch-rügischen Adelsgeschlechts Normann. Er war ein Sohn von Ernst Ludwig Johann Freiherr von Normann (1699–1755), Erbherr auf Sonnenberg, der erst im österreichischen Militärdienst aktiv war, dann hessen-kasselscher Offizier wurde und zuletzt als Page und kurpfälzischer Kammerjunker diente. Er war seit 1722 mit Henriette Wilhelmine († 19. März 1781), Tochter des George Franz von Lindau und der Constantia Freiin von Racknitz verheiratet. Johann Christian wurde zunächst Page beim Fürsten Karl Wilhelm von Nassau-Usingen, im Anschluss wurde er Leutnant in den Diensten Sachsen-Coburgs. Während des Siebenjährigen Kriegs diente er als Adjutant, musste den Dienst jedoch aufgrund gesundheitlicher Schwierigkeiten aufgeben. Nachdem er den Abschied genommen hatte, wandte er sich nach Schlesien zu und erhielt das schlesische Inkolat. 1789 fungierte er als Steuereinnehmer und 1791 wurde er Nachfolger von Carl Friedrich Wilhelm von Reibnitz als Landrat im Kreis Jauer. Das Amt übte er bis 1802 aus, Nachfolger nach einer wahrscheinlich mehrjährigen Vakanz wurde 1809 Joseph Bernhard August Gebel.

## Persönliches
Johann Christian Freiherr von Normann erwarb die Güter Klein Ellguth, Striese und Wilkawe im Kreis Breslau und war zwei Mal verheiratet. In erster Ehe vermählte er sich 1782 mit Susanne Charlotte (* 3. Juli 1751 in Breslau; 6. März 1793 in Jauer), geb. von Hoym, verwitwete Thielsch. In zweiter Ehe war er seit dem 26. November 1795 mit Caroline Anna Rosine Theresia (* 1768; † 31. Juli 1813 in Jauer), einer Tochter des Capitains Johann Friedrich Haring, verheiratet.